# Années 340
Les années 340 couvrent la période de 340 à 349.

## Événements

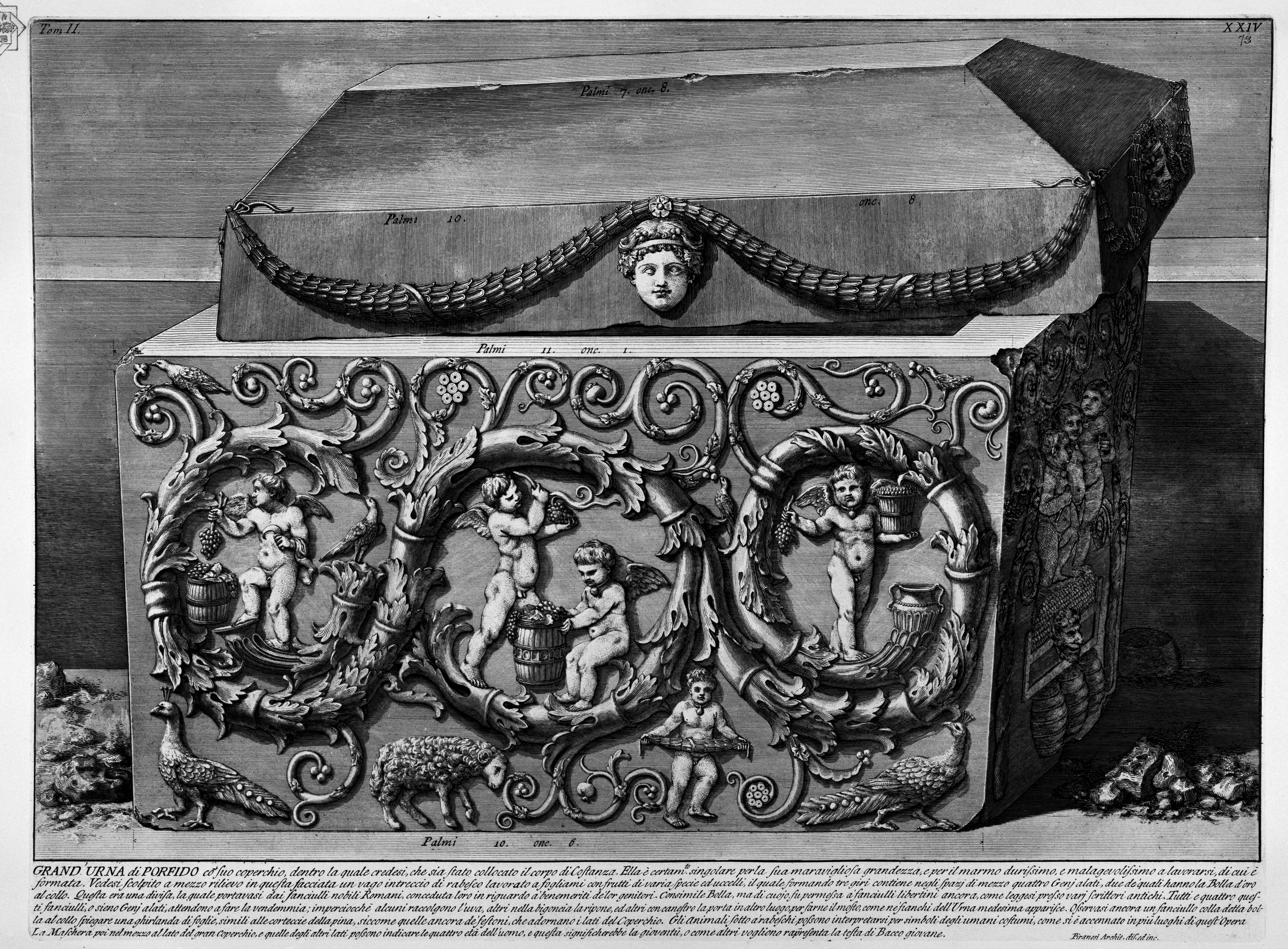
Sarcophage de Constantine, gravure de Giovanni Battista Piranesi.

- 337-350 : guerre entre Rome et la Perse[1].
- 340-347 : révolte des Circoncellions (de circum cellas, ceux qui rôdent autour des granges) en Numidie (347-348). Ce sont des paysans ruinés qui rôdent autour des fermes, les pillent, tuent leurs propriétaires et sèment la désolation dans les campagnes. Les fermes isolées, les villages et même les villes se fortifient. Constant Ier décide de réduire par la force d’une part les donatistes, d’autre part les Circoncellions. La répression, brutale, n’aboutit qu’à unir les donatistes et les Circoncellions, jusque-là divisés[2].

- 340-344[3] : ambassade de Théophile l'Indien, envoyé par Constance II auprès du roi d'Himyar (Yémen), qui provoque la fondation de deux églises chrétiennes, à Aden et à Zafar[4].

- 341 : début de la persécution des chrétiens en Perse qui culmine en 344-345[5].
- Après 341 : les Wisigoths sont convertis à l'arianisme par Ulfila (Wulfila)[6].
- Vers 341-346 : le royaume d'Aksoum se convertit au christianisme sous le règne du roi Ezana, converti par le Syrien Frumence (Abba Salama). Frumence est sacré premier évêque d’Éthiopie par Athanase, évêque d’Alexandrie.  L’empereur romain Constance II, partisan de l’arianisme auquel s’oppose Athanase, adresse en 356 une lettre au roi Ezana et à son frère Sezana pour leur demander de renvoyer Frumentius qui n’a pas été sacré par le patriarche arien Georges d’Alexandrie. Le roi ne cède pas et Frumentius conserve son poste jusqu’à sa mort vers 360[7].
- 343-344 : concile de Sardique. Le christianisme pénètre dans l'actuelle Belgique avec Servais, évêque de Tongres, présent à Sardique[8].
- 345-348 : le concile de Carthage se rallie à la position romaine vis-à-vis des hérétiques repentants[9] et interdit aux clercs de faire des prêts avec intérêt[10].

## Personnages significatifs
- Athanase d'Alexandrie
- Constant Ier
- Constantin II (empereur romain)
- Jules Ier
- Magnence